# Cerodontha piliseta
Cerodontha piliseta este o specie de muște din genul Cerodontha, familia Agromyzidae, descrisă de Becker în anul 1903. Conform Catalogue of Life specia Cerodontha piliseta nu are subspecii cunoscute.